# Kristjan Asllani
Kristjan Asllani (* 9. března 2002) je albánský fotbalista, který hraje jako záložník za Inter Milán a albánskou reprezentaci.

## Klubová kariéra

### Empoli
Za Empoli debutoval dne 13. ledna 2021 v zápase Coppa Italia proti SSC Neapol.

### Inter Milán
V letech 2022–2023 byl na hostování v Interu Milán, který ho poté koupil. 
18. ledna 2023 vyhrál svou první trofej v kariéře, superpohár, Inter ve finále porazil AC Milán 3:0, Asllani nastoupil do zápasu v 84. minutě.

## Reprezentační kariéra
V červnu 2021 debutoval za Albánii U21 v přátelském utkání proti Belgii U21.
Za seniorskou reprezentaci debutoval dne 26. března 2022.